# 沃索拉 (密蘇里州)
沃索拉（英語：Wasola）是位於美國密蘇里州歐扎克縣的普查規定居民點。

## 歷史
沃索拉的郵局自1914年營運至今。

## 人口
根據2020年美國人口普查的數據，沃索拉的面積為13.73平方千米，當中陸地面積為13.72平方千米，而水域面積為0.01平方千米。當地共有人口115人，而人口密度為每平方千米8.38人。